# Majordome (domestique)
Pour les articles homonymes, voir Majordome.

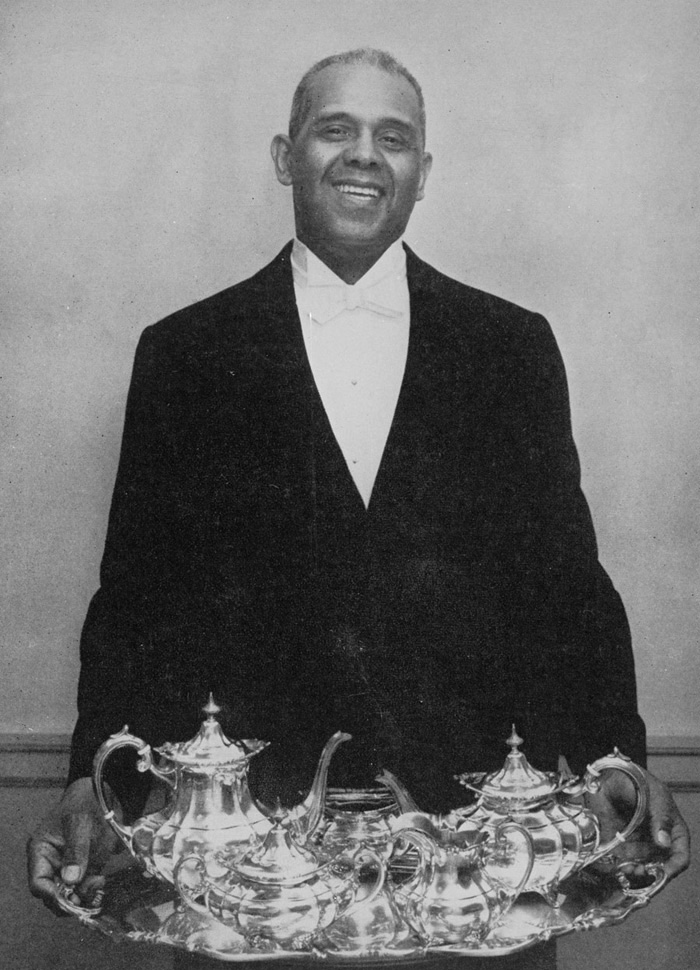
Alonzo Fields - Majordome de la Maison Blanche.

Un majordome est un domestique qui dirige les employés de maison. Le mot vient du latin et signifie étymologiquement la plus haute (major) personne d'une maisonnée (domus). 

## Éducation
Afin de pouvoir pratiquer le métier de majordome, les intéressés doivent fréquenter des écoles spécialisées, par exemple, The Butler Academy. La formation est d’une courte durée, environ 2 mois, et il s’agit d’études intensives. Ils y apprennent l’histoire de la monarchie, des grandes guerres mondiales et la géographie. Il est important pour un majordome d’apprendre cette matière, car il travaillera pour le bénéfice de personnes de la haute société aristocratique ou bourgeoise. 
Ils y apprennent aussi comment bien placer les ustensiles sur la table, la bonne posture à avoir lors des déplacements d’une pièce à l’autre dans la maison de l’employeur, ainsi que la gestion du ménage.
À l’école, les étudiants sont examinés. Le professeur évalue que les cheveux des étudiants sont bien attachés/placés, que les ongles soient entretenus, que les tatouages et que les bijoux (autre qu’une bague de mariage) ne soient pas visibles.

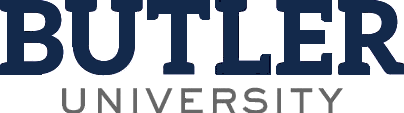
Logo d'une école de majordomes

## Évolution du métier
Les tâches des majordomes d’avant et d’aujourd’hui sont bien différentes. Avant, ils devaient servir l’alcool et cirer les chaussures.
Au début du 17e siècle, beaucoup d’Afro-Américains étaient esclaves. Ils avaient la charge de tâches domestiques, ils étaient des servants. Quelques-uns sont éventuellement devenu des majordomes. La majorité étaient des hommes.
Aujourd’hui, il s’agit plutôt d’une relation entre deux personnes. La relation entre le majordome et son employeur doit être basé sur la confiance et la confidentialité. Le majordome va être témoin d’idées politiques, par exemple, qu’il ne doit pas dévoiler. Le majordome doit toutefois quand même « servir » son employeur, mais d’une autre façon, il doit lui rendre service en mettant la table, en servant les invités et il peut même cuisiner ou repasser les vêtements.

### Hôtellerie
Les majordomes d’hôtel, aussi appelés « maîtres d’hôtel » ont pour tâches de faire le lien entre la cuisine et le restaurant, d’accueillir les clients d’une façon unique avec une posture droite et un sourire élégant et ils doivent avoir une grande culture générale afin de communiquer avec les clients.